# Porís de Abona
Porís de Abona, conocido también simplemente como El Porís, es una de las entidades de población que conforman el municipio de Arico, en la provincia de Santa Cruz de Tenerife —Canarias, España—.

## Toponimia
El topónimio porís es un canarismo que significa 'embarcadero, pequeño puerto natural', y sobre su etimología los filólogos aportan dos hipótesis: la primera que provenga del término portugués proiz y la segunda del catalán proís.
El apelativo «de Abona», vocablo de procedencia guanche que según algunos investigadores significa 'grandes piedras' y por extensión 'canteras', alude a su situación dentro de esta comarca histórica y antiguo reino guanche.

## Geografía
Está situado en la costa, a unos once kilómetros de la capital municipal y a una altitud media de 55 m s. n. m.
Posee una superficie de 7,11 km², encontrándose aquí el sitio de interés científico del Tabaibal del Porís, que es también Zona de Especial Conservación, mientras que los fondos marinos son especialmente ricos y son muchas las empresas que se dedican a bucear en la zona.[cita requerida]
La entidad está formada, además de por el núcleo de Porís de Abona, por los de: Los Abriguitos o Abades, Las Eras Bajas y Punta de Abona, así como por la pequeña urbanización compuesta por chalés de Jardín del Atlántico.
Porís de Abona es el núcleo de mayor población de la entidad, pudiéndose diferenciar los enclaves de El Porís, La Sarnosa y Urbanización Casa Blanca. En él se encuentran un centro comercial, una casa de la juventud, un puesto auxiliar de la Guardia Civil, la iglesia de nuestra señora de Fátima, un mercadillo del agricultor, una plaza pública, un parque infantil, una oficina de Correos, el CEIP Virgen de Fátima, una gasolinera, un centro cívico-social, un polideportivo, una farmacia, una entidad bancaria, así como bares, restaurantes y otros pequeños comercios. El barrio cuenta también con un embarcadero y una pequeña flota pesquera. Aquí se ubican además la playa del Porís, de arena, y la de El Bonito, de piedras.

## Historia
El Porís aparece como un pequeño caserío ya a mediados del siglo xix, siendo descrito por Pedro de Olive en su Diccionario estadístico-administrativo de las Islas Canarias de la siguiente manera:

PORIZ DE ABONA. Caserío situado en término jurisdiccional de Arico, (…). Dista de la cabeza del distrito municipal 6 kilómetros 257 metros, y lo componen 6 edificios de un piso y 7 chozas ú hogares habitados 3 constantemente por 5 vecinos 16 almas, 2 temporalmente y 6 inhabitados.
Pedro de Olive, 1865.

La población del Porís ha estado siempre formada por pescadores y agricultores que tenían aquí una segunda vivienda. Durante los años 1990 empezaron a llegar personas de otras partes de la isla que buscaban una casa de playa y alemanes retirados que venían a pasar los meses de frío a Tenerife, creándose así la urbanización Casa Blanca, en la parte alta del pueblo.[cita requerida]
Su uso como puerto de cabotaje ha marcado la idiosincrasia de este núcleo costero definido geográficamente por una bahía de especiales condiciones para la salvaguarda de embarcaciones que de forma ancestral la han utilizado como refugio o puerto de escalada. El puerto del Porís de Abona ha servido para cubrir el comercio con el resto de la isla y con otras islas por medio del tráfico de cabotaje, cuando el mar era la vía de comunicación más rápida dentro del propio contexto insular. Es a partir del siglo xix cuando se produce el despegue demográfico del lugar propiciado por las actividades comerciales y pesqueras, con actividades tan peculiares como el chinchorro, un sistema de pesca comunitaria que daba sustento a muchas familias del municipio. Antiguamente el Porís de Abona era uno de los puertos más importantes de toda la isla y aunque con los años ha perdido la importancia y ha quedado en el olvido, aún se mantiene la construcción del muelle de la época y son muchos los barcos de pesca que hay en la zona.[cita requerida]

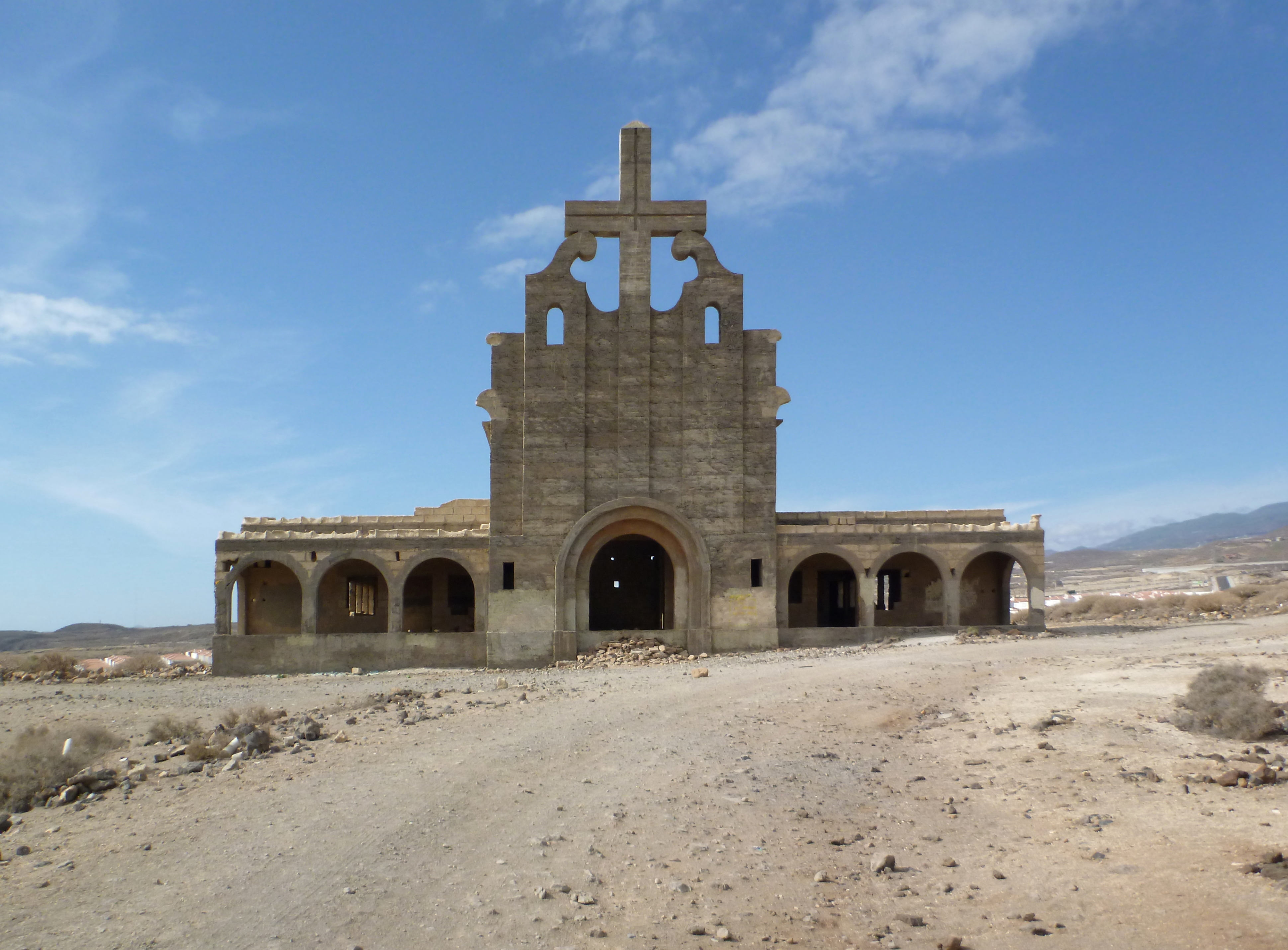
Iglesia del Sanatorio de Abona que no llegó a concluirse.

En 1943 fue proyectada una población para los enfermos de lepra en el territorio de Punta de Abona, con edificios administrativos frente al mar, un hospital, un crematorio, edificios de hospedaje y una iglesia de hormigón monumental al estilo franquista. El proyecto fue abandonado cuando la llegada de nuevos medicamentos permitió el tratamiento eficaz de esta enfermedad. El sanatorio inacabado fue convertido posteriormente en terrenos para prácticas militares, siendo desmilitarizada y posteriormente vendida a un propietario italiano en 2002 para crear un complejo turístico.
La zona de Los Abriguitos comenzó a desarrollarse en el año 1978 gracias a la construcción del aeropuerto de Tenerife Sur y de la autopista del Sur. Entre 1978 y 1986, esta zona estaba compuesta por numerosas barracas de madera que fueron construidas arbitrariamente por turistas canarios venidos de otras partes de la isla. En 1986 todas las estancias emplazadas fueron quemadas y el proyecto de Abades empezó con la construcción de un muro protector en frente del mar, la plaza central y una pequeña capilla. En 1988 la salida de la autopista es definitiva, en 1993 todas las rutas fueron convertidas en carreteras de asfalto y las canchas de tenis y baloncesto terminadas.[cita requerida]

## Demografía
Hasta 2007 los núcleos de La Jaca y Las Listadas se incluían en la entidad de Porís de Abona, siendo en ese año agregados a San Miguel de Tajao, mientras que Las Eras se dividió en Altas y Bajas, quedando el primero adscrito a la localidad de Icor.
| Año        | 2000  | 2005  | 2010  | 2015  | 2020  |
| ---------- | ----- | ----- | ----- | ----- | ----- |
| Habitantes | 1 187 | 1 762 | 2 004 | 1 865 | 2 116 |

| Año        | 2000 | 2005 | 2010  | 2015  | 2020  |
| ---------- | ---- | ---- | ----- | ----- | ----- |
| Habitantes | 673  | 846  | 1 078 | 1 026 | 1 125 |

## Fiestas
En el núcleo de El Porís se celebran fiestas patronales en honor a la virgen de Fátima en el mes de julio, mientras que en Los Abriguitos se llevan a cabo en honor a la virgen del Carmen a mediados de agosto.

## Comunicaciones
Se accede a la localidad principalmente por la autopista del Sur TF-1 y por las carreteras TF-625 procedente de Arico Viejo, TF-627 que viene de Villa de Arico y TF-631, paralela a la autopista.

### Transporte público
La localidad posee paradas de taxis, estando en la calle Cinco Urbanización Club Casablanca y en la Calle Real del núcleo de El Porís, otra frente a la ermita de Punta de Abona, y una cuarta en la avenida de Ocira del núcleo de Los Abriguitos.
En autobús —guagua— queda conectado mediante las siguientes líneas de TITSA:
| Línea | Trayecto                                                              | Recorrido     |
| ----- | --------------------------------------------------------------------- | ------------- |
| 111   | Sta. Cruz - Aeropuerto Sur - Los Cristianos - Costa Adeje             | Horario/Línea |
| 430   | Granadilla - Villa de Arico - El Porís - Costa Arico - Las Maretas    | Horario/Línea |
| 711   | Santa Cruz - Aeropuerto Sur - Los Cristianos - Costa Adeje (nocturno) | Horario/Línea |

## Lugares de interés
- Iglesia de nuestra señora de las Mercedes
- Faro de Punta de Abona
- Playas del Porís, Playa Grande, Cardones y Los Abriguitos

## Galería

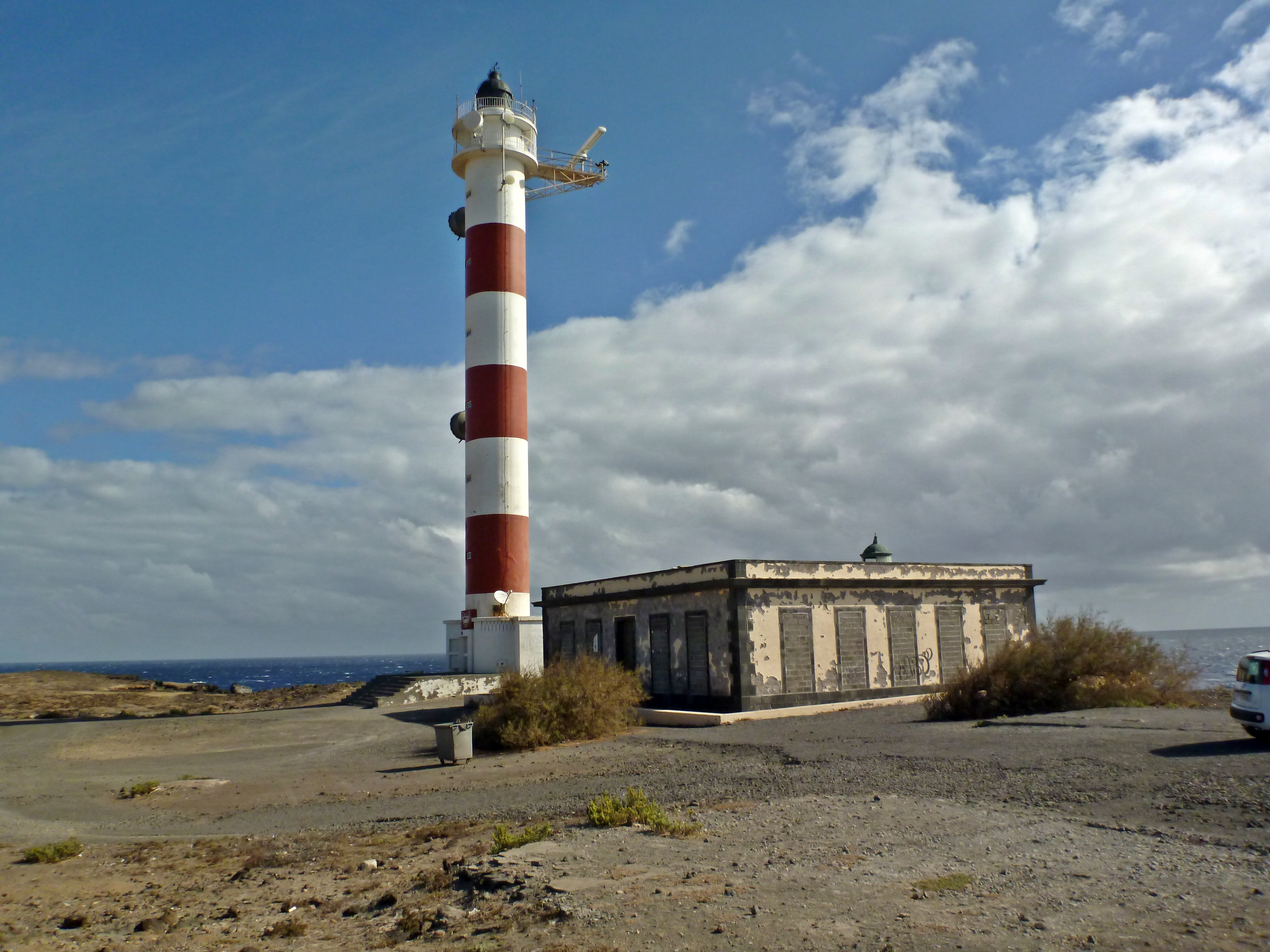
Faro de Punta de Abona.
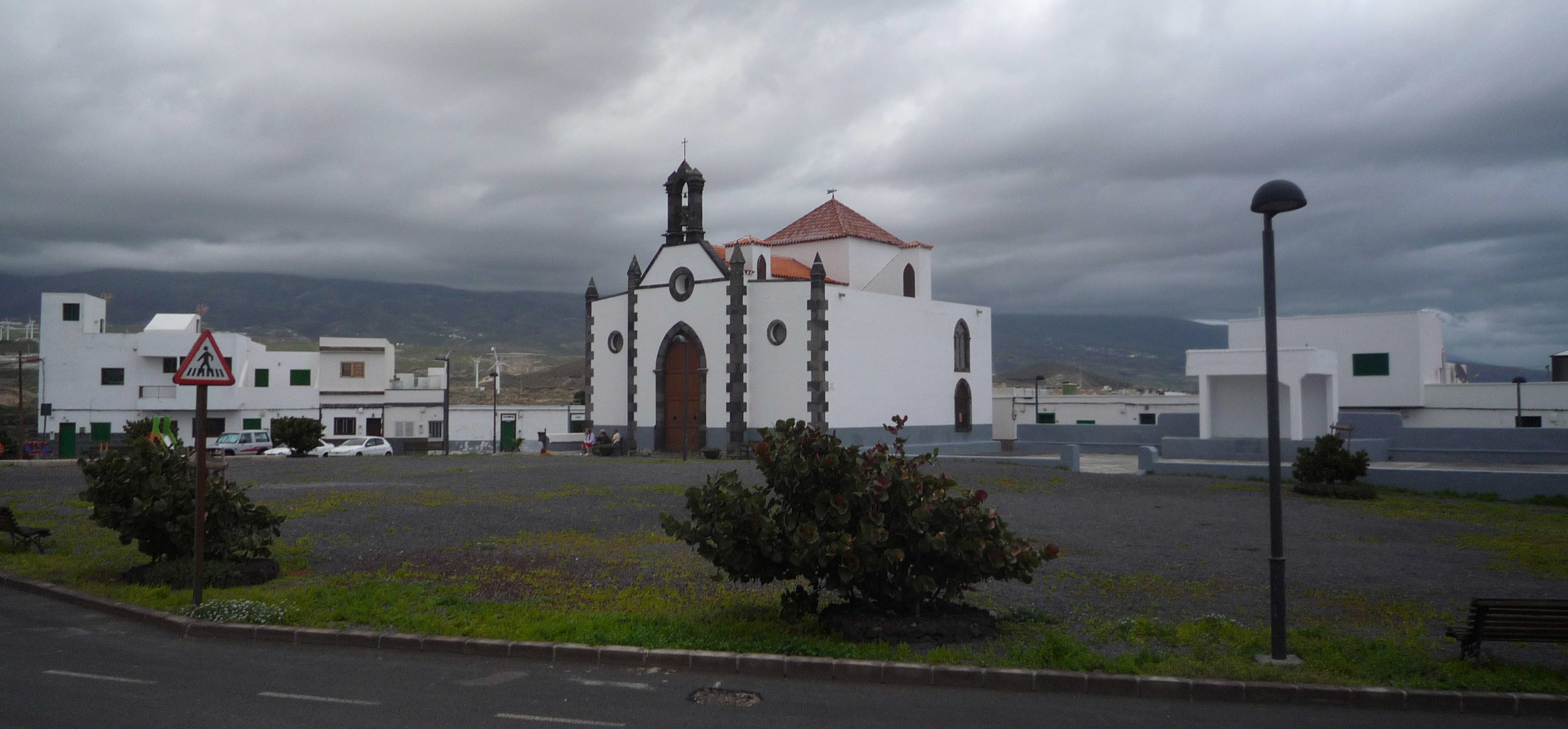
Iglesia de nuestra señora de Las Mercedes de Punta de Abona.